# Еспадриле
Еспадриле или шпагерице су врста лагане летње обуће, чији је горњи део обично од платна а ђон од канапа. У писаним изворима ова обућа (каталонски јез. espardenya) први пут се помиње 1322. године, али се верује да су далеко старије. Традиционално су биле обућа најсиромашнијих слојева становништва, затим летња женска обућа на Медитерану, све до 70-их година када их је модни креатор Ив Сен Лоран изнео на модну сцену као летњу обућу, како мушку тако и женску.

## Етимологија
Израз еспадриле потиче од каталонске речи еспардења (espardenya), која алудира на еспарто траву која се користи за израду ђонова ове традиционалне обуће. Еспарто трава је заједнички назив за биљне врсте из породице трава (лат. Poaceae) - Stipa tenacissima и Lygeum spartum, које од природе расту у северној Африци, јужној Шпанији, на Сицилији и Сардинији. Од њихових листова израђују се текстилна влакна која се вековима користе за израду канапа, обуће, корпи, простирки и других трајних предмета, а такође и у производњи папира. Еспарто влакна изузетно су чврста и флексибилна и зато погодна за израду ђонова ове лагане и практичне обуће.
Домаћи назив шпагерице алудира на ђон израђен од шпаге (синоним за канап).

## Историја
Обућа израђена од канапа позната је хиљадама година. Различита су мишљења око тога где је настала. Неки извори тврде да потичу из Шпаније или Француске, док су према другима постојале још у Старом Египту. У писаним изворима први пут се помињу 1322. године, али је познато да су биле део униформе коју је током 13. века носила пешадија краља Арагона на француско-шпанској граници.
Еспадриле, као обућа за чију се израду користи канап, настале су у Пиринејима. Представљале су савршену обућу за тамошњу топлу климу и активан начин живота становника. Изобиље материјала за израду учинило их је обућом доступном за све слојеве становништва. Могли су их приуштити чак и они најсиромашнији, a свако је поседовао бар два пара – једне црне за рад и једне беле, резервисане за недељу и свечаности. Управо због тога на њих се гледало као на радничку обућу, а до 19. века остале су главна радна обућа пољопривредника. У почетку су их носили мушкарци и жене у пољопривредним заједницама које су ту живеле. Направљене су као једноставна и функционална обућа, јефтина за израду и лака за ношење - канап и платно били су далеко јефтинији материјали од коже. Kасније су постале традиционална обућа свештеника и рудара, а традиција се сачувала до данас захваљујући плесачима у традиционалном каталонском плесу сардана.
Производиле су се у пиренејском делу Баскије (северна Шпанија) и у Каталонији, а највише у граду Мулен-Ришар (фр. Mauléon-Licharre) који се налази у Атлантским Пиринејима на југозападу Француске, одакле су се пренеле широм Европе. Током 15. века шпански колонизатори су донели еспадриле у Америку. Ова јефтина обућа, погодна за ношење у топлој клими, постала је популарна нарочито у Јужној Америци и то међу сиромашнијим слојевима становништва. До 1850. у Буенос Ајресу је било више од 50 породица које су се бавиле ручном израдом еспадрила као основним извором прихода.
У првој половини 20. века еспадриле постају популарне међу уметничком елитом. У Марсеју 30-их година позната француска списатељица и филозофкиња Симон де Бовоар ишла је на своје шетње у потрази за инспирацијом обучена у „стару хаљину и еспадриле“. Отприлике у исто време, Коко Шанел је шетала Француском ривијером у еспадрилама инспирисаним морнарским стилом, док је у Шпанији надреалиста Салвадор Дали сам правио своје, а које су биле део његовог препознатљивог изгледа.
До 40-их година 20. века већ су се појавиле на неколико насловница „Вога” и тренд је стигао до Холивуда. За то су биле заслужне водеће филмске диве, које су их често носиле пред камерама. Познато је да је Рита Хејворт у филму „Дама из Шангаја“ из 1947. године носила бели пар еспадрила, док је Лорин Бекол носила једне у филму Џона Хјустона „Кеj Ларго“ из 1948. После тога свако је желео један пар за себе.
На модну сцену еспадриле су ступиле почетком 70-их година, а увео их је модни креатор Ив Сен Лоран. Представио је и женске и мушке моделе, а за жене је 1976. године креирао оне са високом потпетицом. Креирао их је у сарадњи са чувеним каталонским произвођачима еспадрила, породицом Кастањер шп. Castañer коју је упознао на сајму у Паризу 1970. Кастањер је фабрика каталонских еспадрила у породичном власништву, основана 1927. године, која је била задужена за снабдевање обућом републиканских војника током Шпанског грађанског рата. Касније су креирали луксузне еспадриле за многе модне креаторе.
Због своје издржљиве потпетице и боемског изгледа добро су се уклопиле у модне трендове тог времена. Еспадриле са високом потпетицом и даље су популарне летње ципеле, украшене и стилизоване на различите начине. Популарност им је порасла и међу мушкарцима, посебно у Сједињеним Америчким Државама, када их је 80-их година глумац Дон Џонсон носио у тада популарној ТВ серији „Пороци Мајамија”. Ипак, оригинална платнена еспадрила је издржала тест времена и остала популарна и практична обућа све до данас. У односу на оригиналну еспардењу мало тога се променило.

### Еспадриле као симбол националног идентитета и слободарског духа
Више него сиромашне слојеве друштва, еспадриле су дефинисале читаве регионе и заувек ће бити везане за Баскију и Каталонију. Појам региона у Европи се политизовао почетком 19. века. Како су националне државе почеле да се обликују, тако су друштвене и политичке елите почеле да потискују националистичке идеале, обично због сопствених интереса и убрзо је уследило широко распрострањено потискивање регионалног идентитета. Као одговор на то појавили су се милитантни баскијски и каталонски покрети. Док је борба за каталонску независност почела са републиканском, антиројалистичком поруком, баскијски борци су се ослањали на конзервативне, националистичке идеје. Упркос идеолошким разликама, њихов ихов избор обуће био је исти. У Шпанском грађанском рату, каталонски војници су марширали против фашистичке војске у радничкој обући - еспадрилама. Иако су се брзо трошиле, што је значило честу замену, еспадриле су и даље биле јефтиније од војничкх чизама.
Када су републиканци изгубили рат и фашисти дошли на власт, баскијски и каталонски идентитет су били брутално потиснути. Генерал Франсиско Франко је посебно циљао Баскијце, почевши од бомбардовања и разарања баскијског града Гернике током рата, па до забране баскијског језика када је постао шеф државе 1939. године. Идентитети који су се разликовали од нормативног шпанског који је Франко промовисао сматрани су претњом. Током овог периода регионални сепаратистички лидери и многи други Шпанци били су приморани да побегну из земље.
Кроз дијаспору, еспадриле су се прошириле широм света, појављујући се на ногама многих културних личности, међу којима је био и амерички председник Џон Кенеди. У француско-белгијском омладинском часопису „Спироу” носио их је стрип јунак Гастон Лагаф као симбол еманципаторског духа побуне младих у мају 1968. Каталонски уметници Пабло Пикасо и Салвадор Дали често су фотографисани у еспадрилама, што је допринело популаризацији ове обуће међу модерним боемима.
Када је 1977. године Франко умро нестала је и војна диктатура у Шпанији. Две године касније Каталонија и Баскија постале су аутономне регије. Еспадриле и даље представљају оба регионална идентитета. Према Ерику Ремију, француско-каталонском социологу чија је специјалност култура конзумеризма, регионалне културе у западној Европи су мање политичке него што су биле. Тамо где је каталонска култура некада дефинисала начин живота у традиционалном, прединдустријском друштву, сада је на много начина модификована и служи као естетика, чак и међу самим Каталонцима, па су се тако и еспадриле еспадриле су се из практичне и јефтине обуће трансформисале у симбол престижа.

## Израда
Традиционалне каталонске еспадриле имале су ђон направљен од еспарто траве. Горњи део израђиван је од платна, тачније два комада платна - делове за прсте и пету, који су посебно пришивани за ђон. Да би се обућа држала чврсто на нози додаване су и узице, које су се везивале око глежњева.
Иако су важиле за јефтину обућу, њихова израда ипак је захтевала вештину и различите занатлије који су израђивали различите делове. Два најважнија посла била су израда ђона и платненог горњег дела. Радници који су производили ђонове били су познати као „елпаргатероси“. Причвршћивање платна најчешће су обављале шваље. За израду ђона кориштена су влакна израђена од еспарто траве, која су је упредана у канап. Један крај овог канапа је причвршћен на дрвени калуп који се обрће, омотавајући га у чврсту платформу. Овако намотана платформа ставља се у топли челични калуп да би се постигла жељена густина и облик прилагођен стопалу. Добијени ђон се на крају прошивао да би задржао облик. Два комада платна за горњи дело пришивана су за посебан комад упреденог еспарта, који се затим причвршћивао за ђон.
Почетком 20. века еспадриле, као лагана и јефтина обућа, постале су веома популарне међу рударима, али је влага рударским јамама представљала велики проблем за ђонове од природних влакана. Јавила се потреба за водоотпорним ојачањем, па су у почетку ђонови премазивани катраном, а касније заливани гумом.
Постоје јасне разлике између традиционалних и модерних еспадрила. Не само по стилу, већ и по коришћеним материјалима. Данас се ђон израђује од различитих врста природних влакана, а не искључиво од еспарто траве. Најчешће се користе Јута и конопља. Модерна верзија еспадрила често има гумени спољни ђон испод ђона од јуте, како би га ојачала и учинила издржљивијим. Горњи део је обично ручно зашивен за ђон, иако за то постоје и посебне машине.
Еспадриле се још увек производе у јужној Европи, посебно у Шпанији, али је много мање специјализованих фабрика него што их је некада било. Међутим, многе еспадриле се сада производе у Азији, углавном у Индији и Бангладешу. Бангладеш је један од највећих светских произвођача јуте. Тврди се да око 90 процената укупне светске производње комплетних еспадрила, као и ђонова од јуте, потиче управо из ове земље. Бројни обућари у Француској, Италији и Шпанији увозе ђонове од јуте из Бангладеша да би завршили еспадриле, а комплетне еспадриле се такође склапају у Аргентини, Боливији, Чилеу, Колумбији, Парагвају и Венецуели користећи бангладешку јуту.

## Модерне еспадриле
Док су у прошлости еспадриле носили и мушкарци и жене, модерни стилови су углавном дизајнирани за жене. Данас постоји велики број различитих модела. Осим оних које највише подсећају на традиционалне, са равним ђоном, израђују се и модели са пертлама, попут класичних ципела, са узицама које се везују око глежњева, а понекад и чичак-траком. Наравно, женске еспадриле са високом потпетицом које је давне 1976. креирао Ив Сен Лоран и даље су популарне. Праве се као сандале, натикаче или потпуно затворене ципеле, а избор материјала и боја за горњи део је импресиван. Поред платна сада се користи и кожа, чипка, и други материјали, у пастелним или јарким бојама, са цветним дезеном или анимал принтом, а често украшене различитим детаљима, накитом и слично.
Са порастом популарности и у потрази за ефикаснијом производњом створена је нова врста „лажних” еспадрила. Оне личе на традиционалне, али уместо од канапа ојачаног гумом, њихов ђон се израђује на исти начин као код патика, а да би личиле на праве еспадриле са бочних страна лепи се канап од јуте.

### Здравствени и еколошки аспект
Најважнији део еспадриле, ђон од канапа, израђује се од јуте. Поред ниске топлотне проводљивости, ово предиво има јака изолациона и антистатичка својства, што ногама даје осећај удобности и свежине.
Поред тога, канап од јуте је органски и рециклабилан што га чини еколошки прихватљивим. Као обућа израђена углавном само од природних материјала биљног порекла, еспадриле су еколошки прихватљивије од јапанки, кожних сандала или патика.